# 須田洵
須田 洵（すだ まこと、1937年（昭和12年）4月30日 - ）は、日本の農林官僚。元農林水産省食品流通局長。

## 略歴
- 北海道出身
- 北海道大学農学部農業経済学科卒業
- 1961年（昭和36年）4月：農林省入省
- 1972年5月  農林経済局企業流通部市場課課長補佐(企画調査班担当)
- 1972年12月  食品流通局
- 1976年2月  大臣官房秘書課課長補佐(企画調査班担当)
- 1977年9月  食糧庁総務部企画課課長補佐(企画班担当)
- 1978年7月  食糧庁管理部企画課課長補佐(企画班担当)
- 1981年7月  農林水産大臣官房参事官
- 1984年4月  食糧庁業務部加工食品課長
- 1986年7月  経済局総務課長
- 1988年（昭和63年）1月：農林水産大臣官房審議官
- 農林水産省経済局統計情報部長
- 1992年（平成4年）7月：農林水産省食品流通局長
- 日本中央競馬会常務理事
- 1999年（平成11年）9月：日本中央競馬会副理事長
- 2001年（平成13年）6月：社団法人配合飼料供給安定機構理事長
- 2002年（平成14年）2月：社団法人食品需給研究センター理事長
- 2003年（平成15年）3月：東京都競馬株式会社取締役
- 2005年（平成17年）5月：財団法人すこやか食生活協会理事長
- 2005年（平成17年）6月：塩水港精糖株式会社取締役

## 受賞歴・叙勲歴
- 2007年（平成19年）11月3日：瑞宝中綬章受章

## その他役職
- 日本応用老年学会理事